# Cabralia trifasciata
Cabralia trifasciata là một loài bướm đêm trong họ Noctuidae.